# Црква Свете Тројице у селу Грбавче
Црква Свете Тројице  један је од храмова Архијерејског намесништва сврљишког у саставу Епархије нишке у Општини Сврљиг у непосредној близини села Грбавче. На улазним вратима на каменој плочи исписано је: Храм Свете Тројице подигоше сељани села Грбавче својим добровољним прилогом и снагом 1911. године. Обновљена 1990. године.

## Положај
Црква Свете Тројице се налази у селу Грбавче, дана ратарском, раније сточарско-ратарском, сеоском насељу збијеног типа, на  заравни високој 550 m у подножју Калафата (837 m) и странама Грбавачке реке, између Граца (609 m), Лиљака (727 m) и Бајтарице (724 m), 13 кm западно од Сврљига.  Црква опслужује вернике пет махала (Горња, Доња, Лазаревац, Деспотовац и Станићи).

## Историја
Село Грбавче први пут се помиње  у турским дефтерима из 15. века...становништво је српско (слави Светог Јеремију и др.).
Садашња црква је подигнута пре Првог светског рата, наводно, на темељима старијег сакралног објекта, испод локалитета Градац, у долини опкољеној оголелим брдима, код мањег слапа на сеоској речици Рипаљки. Прилаз цркви просечен је кроз стену изнад сеоске речице Рипаљке.

Према запису у Јеванђељу, штампаном у Москви 1895. године, који се чувају о лалиначкој цркви, црква Свете Тројице у Грбавчу је „подигнута 1911. године на местугде је некада био манастир“. Изнад улазних врата цркве, у малтеру је записано:
Храм св. Тројице подигоше сељаци села Грбавче својим добровољним прилогоми снагом 1911. Године.
Црква Свете Тројице је обновљена 1990. године.

## Црквена порта
Остаци старијег црквеног објекта нису видљиви, а у порти цркве се налази стари конак, са избаченим тремом на четири зида, склон паду и напуштен.
Близу црквене је извор са лековитом водом, чија су својства већ доказана у лечењу бубрежних обољења.
Мало звоно и црквени барјак за цркву, посвећену Светој Тројици, даривао је црквени хор „Цар Лазар“ крушевачке цркве, који предводи др Зоран Ранђеловић, родом из Грбавча. 

## Занимљивости
У селу Грбавче се налази црквиште Светог Лазара са остацима старе цркве, делимично обновљене 1923. године. На дан Светог Илије, 2007. године, у Грбавчу су постављена звона у новоподигнутом звонику храма Светог Лазара, односно – сеоске цркве познатије под именом Црква Лазарица.
Село слави Русални или у народу звани ,,Благи петак“. Литије се одржавају крај обновљене цркве више села. Пошто цело село слави Русални петак, гости долазе из суседних села и рођаци из Ниша и околних градова. У склопу сеоске славе, последњих година, у организацији Културног центра Сврљиг, организује се, од 19 часова, културно-уметнички програм у центру села под називом „Нек’ се опет пе-сма поје, нек оживи село моје“ 